# Принц Олександр Йосипович
Олекса́ндр Йо́сипович При́нц (12 січня 1921 — 15 січня 1998) — український радянський футболіст, захисник, відомий завдяки виступам у складі київського «Динамо».

## Життєпис
Протягом двох післявоєнних сезонів перебував у розташуванні московського «Динамо», однак жодного матчу в основі так і не провів, задовольняючись виступами за «дубль» москвичів (6 матчів та 3 голи у сезоні 1946 року).
З 1947 по 1951 рік захищав кольори іншого «Динамо» — київського. Складав пару центральних захисників з Віктором Севастьяновим. У 1948 році виводив команду на поле з капітанською пов'язкою. По завершенні сезону 1951 разом з Севастьяновим та Годничаком перейшов до лав київського «Будинку офіцерів», у складі якого став переможцем чемпіонату УРСР з футболу, після чого завершив активні виступи на футбольному полі.

Могила Олександра Принца, Байкове кладовище

У другій половині 1952 року тренував київський футбольний клуб «Більшовик», що брав участь у чемпіонаті УРСР.
Помер на 78-му році життя 15 січня 1998 року. Був кремований, прах похований у колумбарії Байкового кладовища (50°24′57.52″ пн. ш. 30°30′8.41″ сх. д. / 50.4159778° пн. ш. 30.5023361° сх. д.).

## Досягнення
- Переможець чемпіонату УРСР (1): 1951